# 브리안 루이스
브리안 하페트 루이스 곤살레스(스페인어: Bryan Jafet Ruiz González, 1985년 8월 18일 ~ )는 코스타리카의 전직 축구 선수로 세컨드 스트라이커와 공격형 미드필더로 활약했으며 코스타리카 대표팀의 주장을 역임하기도 했다.

## 축구인 경력

### 선수 경력
18세의 나이로 코스타리카의 명문 클럽 알라후엘렌세에서 활약하기 시작하였고 롤란도 폰세카, 프로이안 레데스마 등 코스타리카를 대표하는 공격수들과 호흡을 맞추었다.
2006년 여름 벨기에의 KAA 헨트로 이적하였다. 2007-08 시즌 팀의 주장으로 활약하며 2007년 12월 생애 첫 해트트릭을 기록하는 등 좋은 모습을 보이며 2007-08 시즌 팀 내 최다 득점자에 올랐다. 2008-09 시즌 종료 후 헨트의 올 시즌의 선수에 선정되기도 하였다.
2009년 7월 트벤터로 이적하였다. 2010년 3월 27일에는 후반 1분에 골을 터뜨린 것을 시작으로 후반 4분, 5분에 연속골을 터뜨리며 5분 만에 해트트릭을 완성하여 화제가 되었다. 2009-10 시즌 내내 좋은 활약을 펼치며 트벤터가 팀 역사상 첫 리그 우승 컵을 들어올리는 데 기여하였다. 이후 토트넘, 아스널 등 여러 유럽의 빅 클럽들의 영입 리스트에 올랐다는 보도가 이어졌고 2011년 8월 풀럼으로 이적하였다. 2011년 10월 23일 에버턴과의 경기에서 데뷔골을 터뜨렸다.

### 국가대표 경력
2005년 코스타리카 대표팀에 처음 모습을 드러내었고 그 해 열린 골드컵에서 1득점을 기록하였다. 남아공 월드컵 북미 예선에서 6골을 기록하였으나 월드컵 진출에는 실패하였다.

## 경력
- 2005년 CONCACAF 골드컵 국가대표
- 2011년 CONCACAF 골드컵 국가대표
- 2014년 FIFA 월드컵 국가대표
- 코파 아메리카 센테나리오 국가대표
- 2017년 CONCACAF 골드컵 국가대표
- 2018년 FIFA 월드컵 국가대표
- 2019년 CONCACAF 골드컵 국가대표

## 수상
개인
- 2014년 FIFA 월드컵 맨 오브 더 매치 : vs. 이탈리아 (조별리그)

## 같이 보기
- A매치 100경기 이상 출전한 축구 선수 명단